# MÁV 485
A MÁV 485.5 sorozat az 1903-ban a Krauss linzi gyárának IVa 5 1100ff típusú négycsatlós túlhevítős ikergépes szerkocsis 760 mm nyomtávú mozdonyaiból 1000 mm nyomtávra átépített gőzmozdonysorozata volt.

## Története
A második világháborús események során 5 db JZ 83 sorozatú mozdony került Magyarországra, melyből a háborút követően 3 került véglegesen MÁV állományba. Azonkívül a háborús jóvátételként a MÁVAG által Jugoszláviának gyártott további 10 db 966 gyári szerkezetszámú mozdonyból az időközben megromlott politikai kapcsolatok miatt csak 4 db került leszállításra.
A bányaüzemek kiszolgálása jelentős terheket rótt a hazai iparvasút hálózatra. A háborút pusztítását követő újjáépítés és a jóvátételi kötelezettség miatt fokozott nyersanyag- és energiaigény miatt fokozódó széntermelés, az új telepek feltárása együtt járt a hálózatok bővítésével, a járműállomány növelésével és a meglévő járműpark részleges korszerűsítésével. A hazánkban maradt 96. szerkezetszámú mozdonyokat a jóvátételi szállításokban érintett iparvállalatok tevékenységének összehangolására létrehozott Nehézipari Központ (NIK) 1000 mm nyomtávolságúra átépítette és a szükséges berendezésekkel felszereltette 1950 és 1951-ben a Diósgyőri Vasgyár perecesi bánya- és az Ózdi Kohászati Üzemek (OKÜ) Ózd-Borsodnádasd iparvasútján forgalomba állította. Ekkor került fel a mozdonyokra a Hardy-féle légűrféket felváltó, Knorr-rendszerű túlnyomásos légfékberendezés is. 1953-ban szintén a perecesi kisvasúton helyezték üzembe az 1000 mm nyomtávolságúra átépített, a második világháború alatt hazánkba került 483,001 psz. mozdonyt, amelyet a hálózat abban az évben történt MÁV kezelésbe vétele után 485,5001 pályaszámmal láttak el. Ekkor kaptak 485,5002-5003 MÁV pályaszámokat a Diósgyőrben korábban forgalomba állított 966. szerkezetszámú mozdonyok is. A következő évben a MÁV az Ózdi Kohászati Üzemeknek visszaadta a bérbe vett 485,5003 psz, továbbá az ÓKÜ rendelkezésére bocsátotta a háború alatt zsákmányolt 483,101 psz. mozdonyt. A 483,102-103 psz. mozdonyok üzembe helyezésére azonban ekkor sem került sor.
A mozdonyok műszaki jellemzői az 1000 mm nyomtávra történő átépítéssel nem változtak, azok megegyeznek a 760 mm-es 483 sorozatéval.
A mozdonyok részint a vasutak dízelmozdonyokkal való ellátása, részint a bányaművelés visszaszorulása miatti pályabezárások következtében 1970-ig selejtezve lettek.
Az egyetlen épen maradt példány - az OKÜ 30 - Mosonmagyaróvárott a vasútállomás előtt látható.